# جون بول

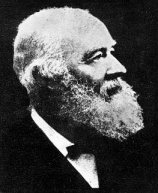
جون بول

جون بول (1818-1889) (بالإنجليزية: John Ball)‏ عالم نبات ومستكشف إيرلندي، ولد في 20 آب أغسطس 1818 في دبلن في النمسا. وتوفي في 21 تشرين الأول أكتوبر 1889 في لندن. سافر إلى سويسرا وأوروبا في رحلة لاستكشاف جبال الألب. قام برحلة استكشافية في المغرب العربي عام 1871 وأمريكا الجنوبية عام 1882.
كان عضوا في البرلمان البريطاني عن دائرة إيرلندية.
سميت بعض الأنواع النباتية على اسمه تكريما له منها:
- بوصير بول (باللاتينية: Verbascum ballii)

## روابط خارجية
- جون بول على موقع إن إن دي بي (الإنجليزية)